# Йокогама
35°26′37″ пн. ш. 139°38′17″ сх. д. / 35.44361° пн. ш. 139.63806° сх. д.
Йокога́ма (яп. 横浜市, よこはまし, Yokohama-shi МФА: [jokohama ɕi̥]) — місто в Японії, в префектурі Канаґава. Друге за величиною місто Японії після Токіо.

## Короткі відомості
Розміщене в східній частині префектури. На півдні омивається водами Токійської затоки. Адміністративний центр префектури Канаґава. Одне з міст державного значення Японії.
Виникло на базі рибацького поселення раннього нового часу. В 1859 році перетворене на головний японський міжнародний порт після укладання Ансейських договорів між Японією та державами Заходу. 1889 року отримало статус міста. До початку 20 століття було головним вікном Японії у світ, місцем проживання більшості іноземців країни. Центр Токійсько-Йокогамського промислового району. Основою економіки є важка промисловість — суднобудування, машинобудування, хімічна промисловість, а також комерція. Йокогамський порт є найбільшим портом країни, одним з найбільших портів світу. В місті розташований найбільший в Японії китайський квартал. Станом на 1 квітня 2009 площа міста становила 437,38 км². Станом на 1 липня 2011 населення міста становило 3 692 809 осіб.

## Географія

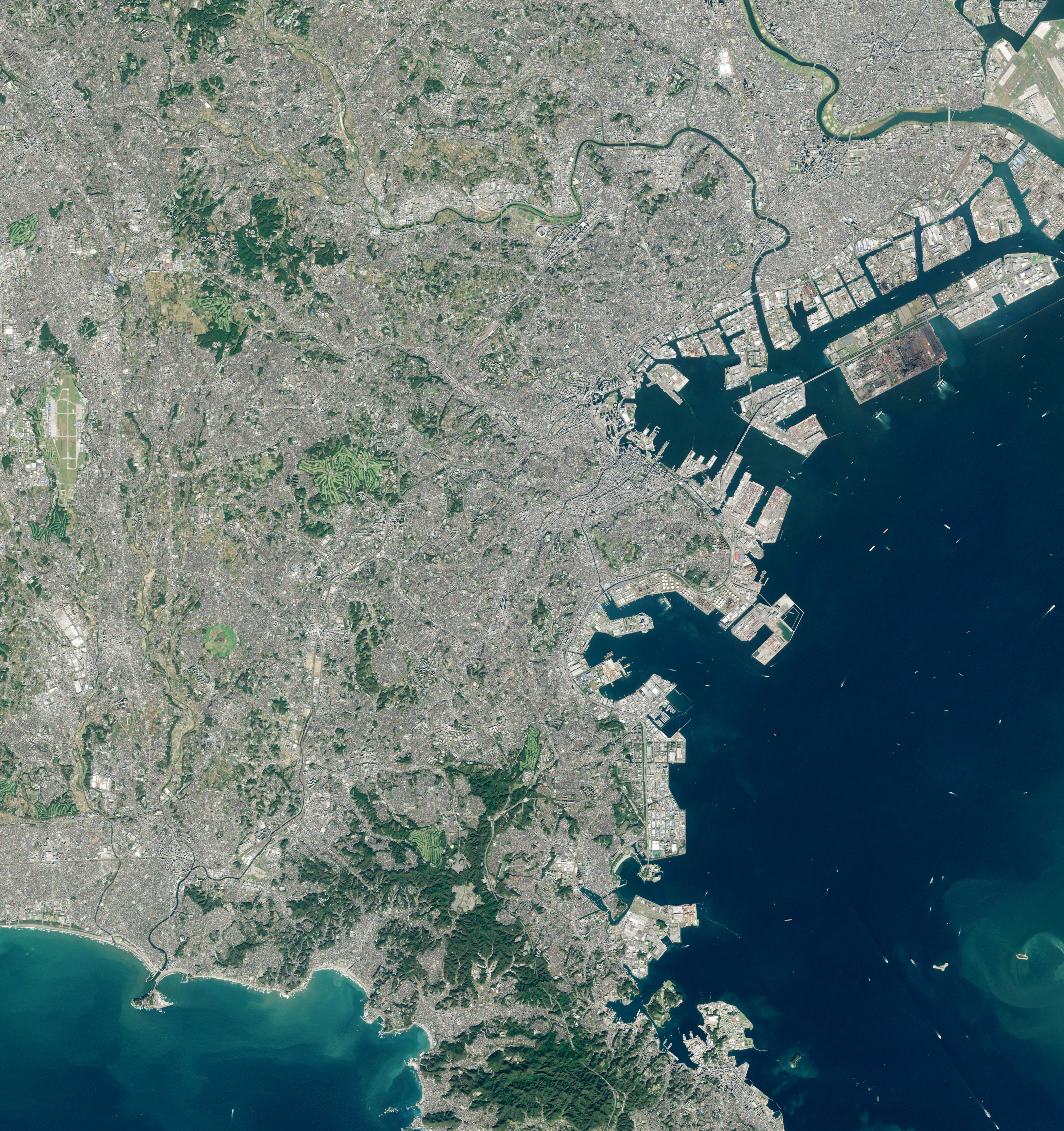
Зображення Йокогами в 2020 році з Sentinel-2

Йокогама має загальну площу 437,38 км2 (168,87 кв. миль) на висоті 5 метрів (16 футів) над рівнем моря. Це столиця префектури Канаґава, що омивається на сході Токійською затокою і розташована посеред рівнини Канто. Місто оточене пагорбами і характерною гірською системою острова Хонсю, тому його зростання було обмеженим, і йому довелося завойовувати територію з боку моря. Це також впливає на щільність населення, яка є однією з найвищих в Японії — 8500 мешканців на км2.
Найвищі точки в межах міста — Омаруяма (156 м [512 футів]) та гора Енкайзан (153 м [502 фути]). Головна річка — річка Цурумі, яка починається на пагорбах Тама і впадає в Тихий океан.

### Геологія
Оскільки острів Хонсю має високий рівень сейсмічної активності, перебуваючи в центрі Тихоокеанського вогняного кільця, в місті доволі часто трапляються землетруси і тропічні циклони.
Більшість сейсмічних рухів мають низьку інтенсивність і, як правило, не відчуваються людьми. Однак Йокогама пережила два великі поштовхи, які відображають еволюцію сейсмостійкого будівництва: Великий землетрус Канто 1923 року зруйнував місто і спричинив понад 100 000 смертей у всьому регіоні, а землетрус і цунамі Тохоку 2011 року з епіцентром на східному узбережжі були відчутні в цьому районі, але зазнали лише матеріальних збитків, оскільки більшість будівель вже були підготовлені, щоб протистояти їм.

### Клімат
Йокогама перебуває в зоні вологого субтропічного клімату (Cfa за класифікацією кліматів Кеппена) з гарячим, вологим літом і холодною зимою. Йокогаму називають мішком з дощем, хмарами й сонцем, хоча взимку тут дуже сонячно, навіть більшою мірою, ніж у Південній Іспанії. Зимові температури рідко опускаються нижче нуля, тоді як влітку може бути досить тепло. Найнижча температура була зафіксована 24 січня 1927 року, коли температура повітря впала до −8,2 °C, а найспекотніший день — 11 серпня 2013 року (37,4 °C). Найвищий місячний рівень опадів зафіксовано в жовтні 2004 року (761,5 мм).
| Клімат Йокогами (1981-2010 за винятком максимумів) | Клімат Йокогами (1981-2010 за винятком максимумів) | Клімат Йокогами (1981-2010 за винятком максимумів) | Клімат Йокогами (1981-2010 за винятком максимумів) | Клімат Йокогами (1981-2010 за винятком максимумів) | Клімат Йокогами (1981-2010 за винятком максимумів) | Клімат Йокогами (1981-2010 за винятком максимумів) | Клімат Йокогами (1981-2010 за винятком максимумів) | Клімат Йокогами (1981-2010 за винятком максимумів) | Клімат Йокогами (1981-2010 за винятком максимумів) | Клімат Йокогами (1981-2010 за винятком максимумів) | Клімат Йокогами (1981-2010 за винятком максимумів) | Клімат Йокогами (1981-2010 за винятком максимумів) | Клімат Йокогами (1981-2010 за винятком максимумів) |
| Показник                                           | Січ.                                               | Лют.                                               | Бер.                                               | Квіт.                                              | Трав.                                              | Черв.                                              | Лип.                                               | Серп.                                              | Вер.                                               | Жовт.                                              | Лист.                                              | Груд.                                              | Рік                                                |
| Абсолютний максимум, °C                            | 20,8                                               | 24,8                                               | 24,5                                               | 28,7                                               | 31,1                                               | 35,5                                               | 36,9                                               | 37,4                                               | 36,2                                               | 30,9                                               | 26,2                                               | 23,5                                               | 37,4                                               |
| Середній максимум, °C                              | 9,9                                                | 10,3                                               | 13,2                                               | 18,5                                               | 22,4                                               | 24,9                                               | 28,7                                               | 30,6                                               | 26,7                                               | 21,5                                               | 16,7                                               | 12,4                                               | 19,7                                               |
| Середня температура, °C                            | 5,9                                                | 6,2                                                | 9,1                                                | 14,2                                               | 18,3                                               | 21,3                                               | 25,0                                               | 26,7                                               | 23,3                                               | 18,0                                               | 13,0                                               | 8,5                                                | 15,8                                               |
| Середній мінімум, °C                               | 2,3                                                | 2,6                                                | 5,3                                                | 10,4                                               | 15,0                                               | 18,6                                               | 22,4                                               | 24,0                                               | 20,6                                               | 15,0                                               | 9,6                                                | 4,9                                                | 12,5                                               |
| Абсолютний мінімум, °C                             | −8,2                                               | −6,8                                               | −4,6                                               | −0,5                                               | 3,6                                                | 9,2                                                | 13,3                                               | 15,5                                               | 11,2                                               | 2,2                                                | −2,4                                               | −5,6                                               | −8,2                                               |
| Норма опадів, мм                                   | 58.9                                               | 67.5                                               | 140.7                                              | 144.1                                              | 152.2                                              | 190.4                                              | 168.9                                              | 165.0                                              | 233.8                                              | 205.5                                              | 107.0                                              | 54.8                                               | 1688.8                                             |
| Вологість повітря, %                               | 53                                                 | 54                                                 | 60                                                 | 65                                                 | 70                                                 | 78                                                 | 78                                                 | 76                                                 | 76                                                 | 71                                                 | 64                                                 | 56                                                 | 67                                                 |
| -------------------------------------------------- | -------------------------------------------------- | -------------------------------------------------- | -------------------------------------------------- | -------------------------------------------------- | -------------------------------------------------- | -------------------------------------------------- | -------------------------------------------------- | -------------------------------------------------- | -------------------------------------------------- | -------------------------------------------------- | -------------------------------------------------- | -------------------------------------------------- | -------------------------------------------------- |
| Джерело: Метеорологічне управління Японії          |                                                    |                                                    |                                                    |                                                    |                                                    |                                                    |                                                    |                                                    |                                                    |                                                    |                                                    |                                                    |                                                    |

## Назва
Українська назва «Йокогама» має написання згідно із застарілою версією російської транслітерації Поливанова. Японська назва міста вимовляється зі звуком [h], що є проміжним звуком між українськими [г] і [х].

## Адміністративний поділ
Йокогама поділяється на 18 міських районів:
1. Аоба
2. Асахі
3. Ідзумі
4. Ісоґо
5. Канаґава
6. Канадзава
7. Конан
8. Кохоку
9. Мідорі
10. Мінамі
11. Нака
12. Нісі
13. Сакае
14. Сея
15. Тоцука
16. Ходоґая
17. Цудзукі
18. Цурумі

## Транспорт
З грудня 1972 року в місті працює міський метрополітен, який доповнюють приватні лінії метро.

## Безпека
- У Йокогамі розташований регіональний штаб Управління морської безпеки Японії. Він забезпечує безпеку кордонів та територіальних вод Японії в районі префектур Ібаракі, Тотіґі, Ґумма, Сайтама, Тіба, Токіо, Канаґава, Яманаші та Шідзуока[8].

## Засоби масової інфомації
- Телерадіомовна служба NHK

## Визначні місця

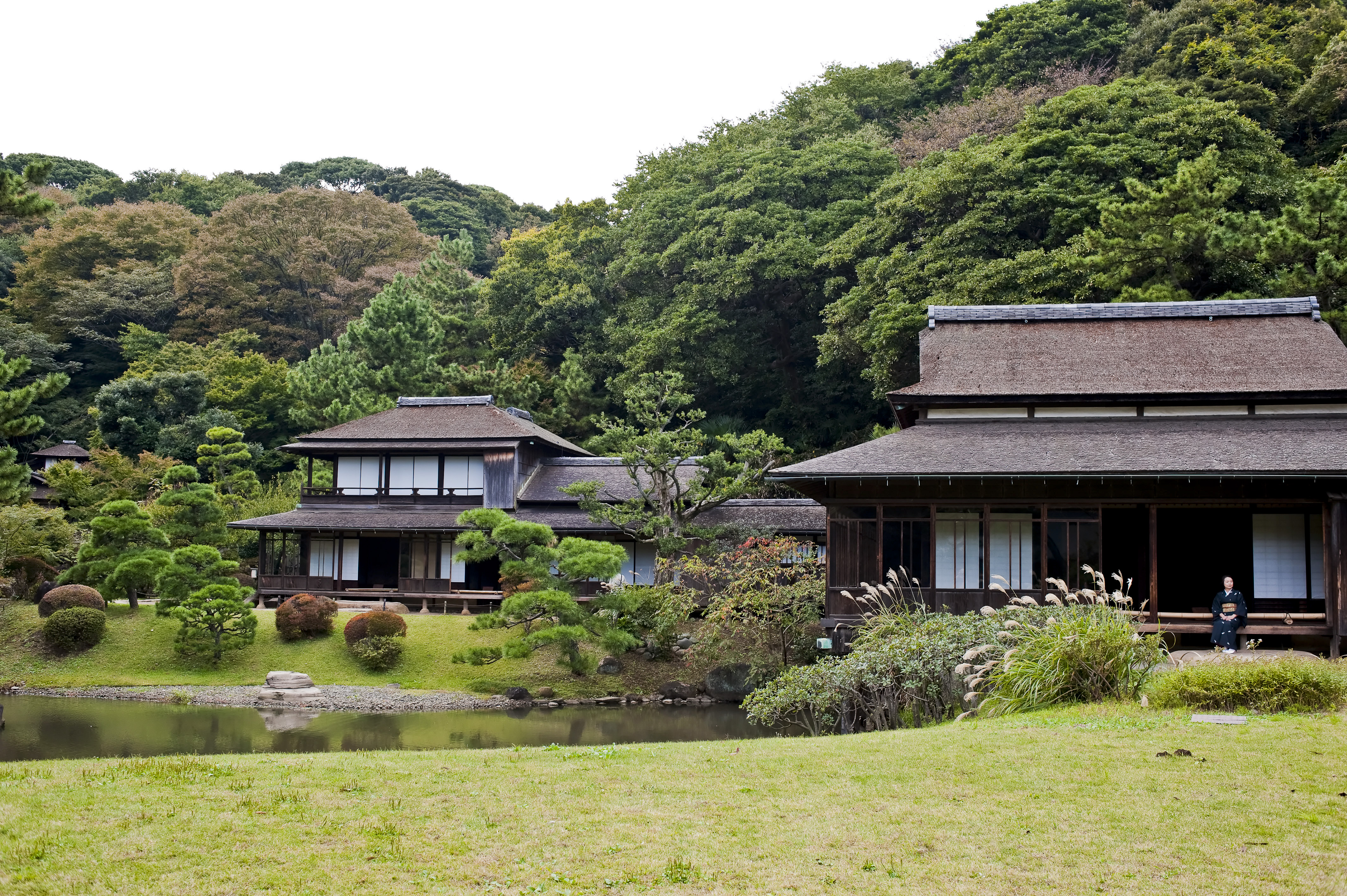
Парк Санкей-ен

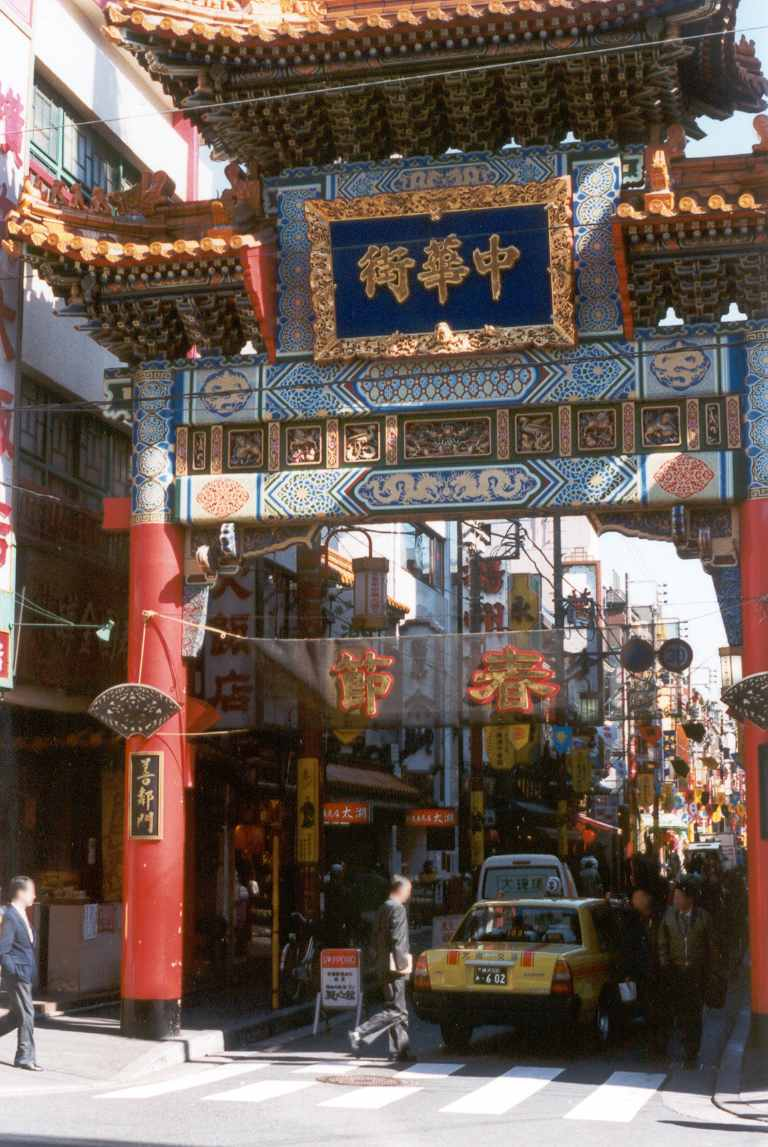
Китайський квартал

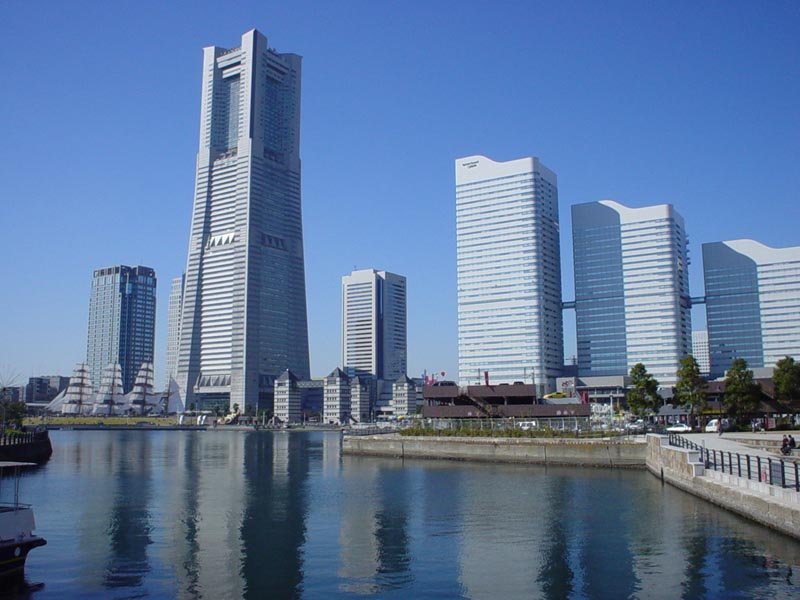
Yokohama Landmark Tower

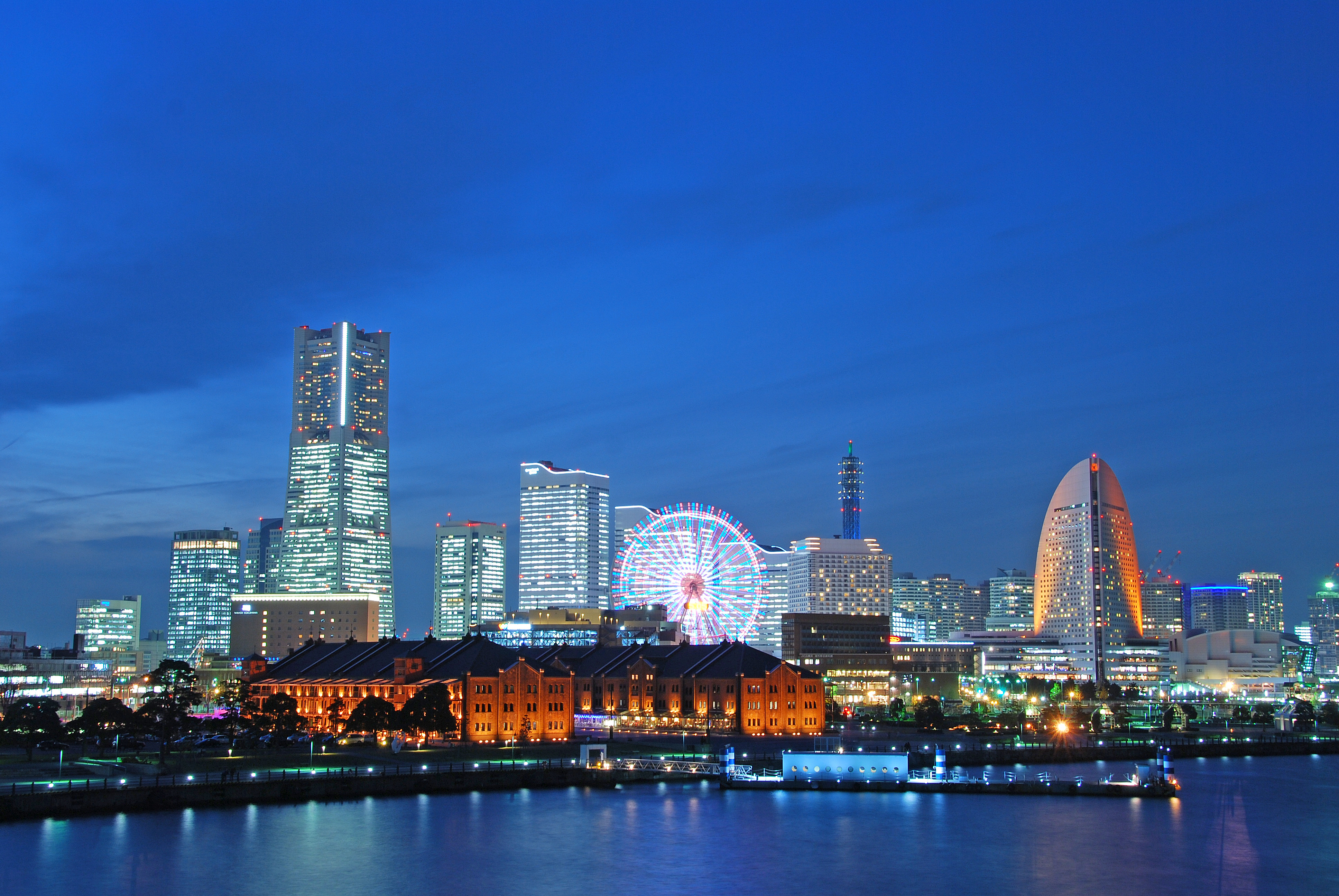
Мінато Мірай 21

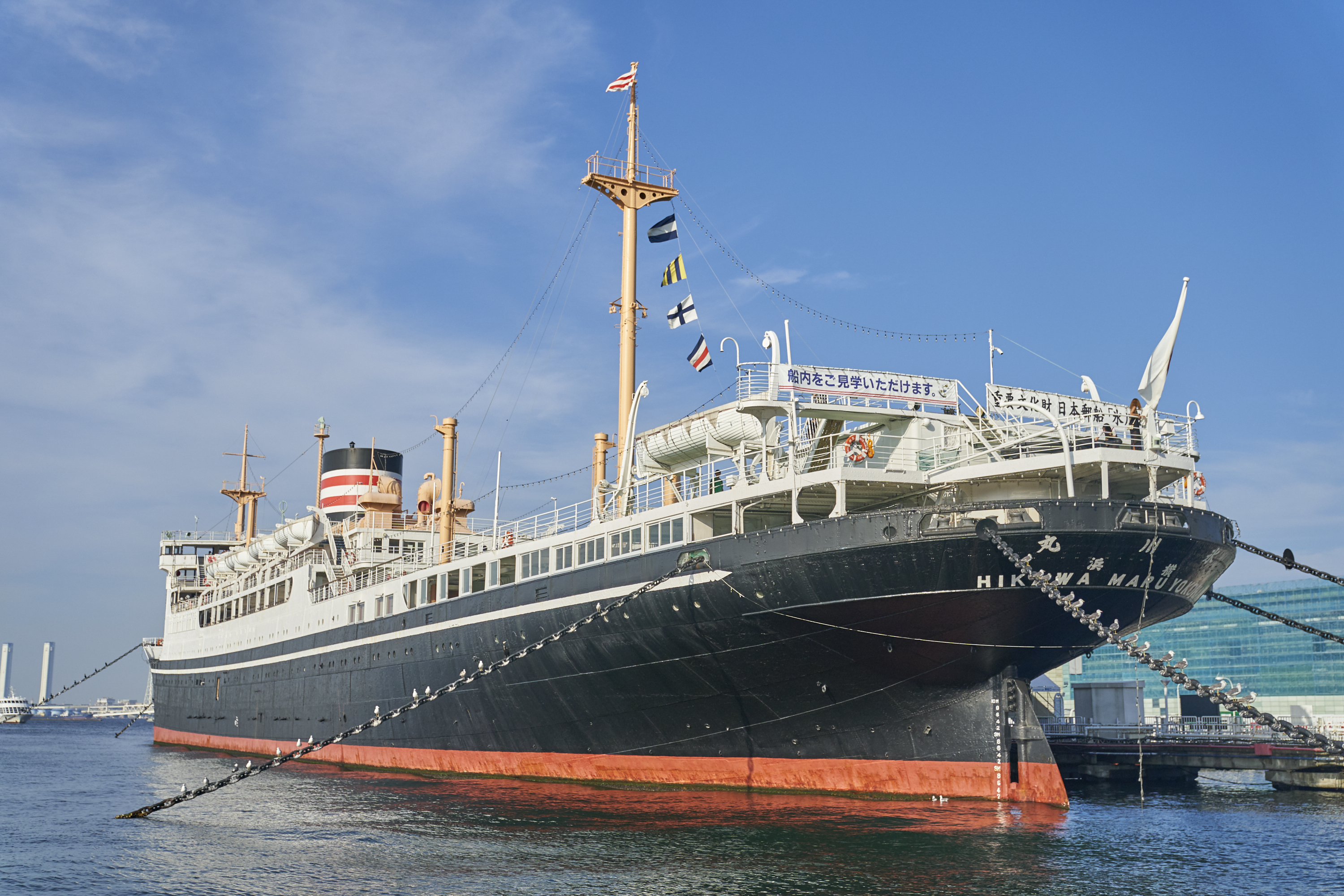
Корабельний музей "Hikawa Maru"

- Китайський квартал у Йокогамі — найбільший «чайнатаун» Японії. У районі розташовано близько 250 закладів (в основному магазини і ресторани), якими володіють китайці або які оформлені у китайському стилі. В 21 столітті частка населення китайського походження є дуже незначною[9].
- Ісезакічо — дільниця в Нака, що охоплює вулицю Ісезакічо. Пішохідну частину вулиці становить торговий центр просто неба «Ісезакі Мол».
- Парк Ямасіта (в порту)
  - Гікава Мару, історичний пасажирський та транспортний корабель
- Йокогамська морська вежа
- Три вежі Йокогами
- Мінато Мірай 21
  - Yokohama Landmark Tower, 296 м
  - Ніппон Мару, корабель-музей
- Цвинтарі іноземців
- Парк Санкей-ен
- Парк Кісіне
- Канадзава Бунто, бібліотека-архів
- Культурний центр Дзо-но-хана (象の鼻テラス)[10]

### Музеї
- Музей шовку
- Історичний архів Йокогами
- Музей рамену
- Музей Матсурі
- Музей мистецтв

## Освіта
- Йокогамський державний університет
- Йокогамський міський університет
- Канаґавський університет
- Токійський технічний університет (додатковий кампус)
- Токійський університет мистецтв (додатковий кампус)

## Персоналії
- Хара Сецуко (1920—2015) — японська акторка.

## Міста-побратими
- 1957 —  Сан-Дієго, США.
- 1959 —  Ліон, Франція.
- 1965 —  Мумбаї, Індія.
- 1965 —  Одеса, Україна.
- 1965 —  Ванкувер, Канада.
- 1965 —  Маніла, Філіппіни.
- 1973 —  Шанхай, КНР.
- 1977 —  Констанца, Румунія.